# Wanda Czabaj
Wanda Czabaj (ur. 18 stycznia 1913, zm. 18 lipca 1990) – polska nauczycielka „Sprawiedliwa wśród Narodów Świata”.

## Życiorys
W trakcie II wojny światowej pracowała początkowo jako nauczycielka w Kołomyi (dystrykt Galicja, Generalne Gubernatorstwo). Wraz z początkiem 1942 r. pojechała do Lwowa aby sprawdzić czy jest w stanie pomóc swoim żydowskim przyjaciółkom, siostrom Alster. Zorganizowała dla nich pobyt u polskiej rodziny po zdobyciu fałszywych dokumentów. Z kolei do swego własnego mieszkania w Kołomyi przygarnęła Rosę Zelig i jej małą córkę Mirelę, dla których także zorganizowała fałszywe dokumenty zatwierdzone przez Niemców co pozwoliło podjąć Rosie prace. Ponadto, w październiku 1942 r., Wanda Czabaj przez miesiąc ukrywała u siebie Żyda Norberta Grufta, brata Rosy. Za jej sprawą trafił później do Włoch (udało się jej załatwić dla niego transport w pociągu wiozącym włoskich żołnierzy do kraju). Jej zaangażowanie sprawiło, że wszyscy jej podopieczni przetrwali wojnę. 
Za swą działalność została odznaczona Krzyżem Kawalerskim Orderu Odrodzenia Polski.
Wanda Czabaj jest pochowana na Cmentarzu Rakowieckim w Krakowie (Kwatera: LXXII, Rząd: płn., miejsce: 14).
3 czerwca 1982 r. Instytut Jad Waszem uhonorował Wandę Czabaj medalem „Sprawiedliwy wśród Narodów Świata”.